# Nossa Senhora da Glória
Nossa Senhora da Glória là một đô thị thuộc bang Sergipe, Brasil. Đô thị này có diện tích 745,5 km², dân số năm 2007 là 29545 người, mật độ 39,63 người/km².